# Real Club Celta de Vigo Fortuna
Real Club Celta de Vigo Fortuna (anteriormente chamado Real Club Celta de Vigo B) é um clube de futebol espanhol da cidade de Vigo, na província de Pontevedra (Galiza). Atualmente disputa a Primera División RFEF (antiga Segunda División B, a terceira divisão nacional).
Fundado em 1927 como Sport Club Turista, mudou de nome outras 2 vezes, passando a se chamar Celta de Vigo B em 1996. Disputou 24 edições da terceira divisão (22 como Segunda División B e 2 como Primera División RFEF), 38 da Tercera División (quarta divisão) e 18 da Preferente Autonómica de Galiza. Entre os jogadores que vestiram a camisa do Celta B, destacam-se Míchel Salgado e Jorge Otero.
Manda seus jogos no Estádio Municipal de Barreiro, em Vigo, com capacidade para receber 4.500 torcedores. Suas cores são azul-celeste e branco.
Em março de 2023, o clube pediu à Real Federação Espanhola de Futebol a mudança para Celta Fortuna como forma de homenagear o Real Fortuna FC, um dos predecessores do Celta (fundado em 1905 e que se fundiu com o Vigo Football Club e o Fortuna FC em 1923)

## Nomes antigos
- Sport Club Turista (1927–36)
- Club Turista (1936–1988)
- Celta Turista (1988–1996)[4]
- Celta de Vigo B (1996–2023)
- Celta Fortuna (desde 2023)

## Elenco
2 de março de 2024.
Nota: Bandeiras indicam equipe nacional, conforme definido pelas regras de elegibilidade da FIFA. Os jogadores podem ter mais de uma nacionalidade não-FIFA.
| N.º |         | Posição | Jogador                                               |
| --- | ------- | ------- | ----------------------------------------------------- |
| 1   | Espanha | G       | Coke Carrillo                                         |
| 2   | Espanha | M       | Yoel Lago                                             |
| 3   | Espanha | D       | Martín Conde                                          |
| 4   | Espanha | D       | Javi Domínguez                                        |
| 5   | Espanha | D       | Gael Alonso                                           |
| 6   | Espanha | M       | Damián Rodríguez                                      |
| 7   | Espanha | A       | Miguel Rodríguez                                      |
| 8   | Espanha | M       | Bruno Iglesias (emprestado pelo Real Madrid Castilla) |
| 9   | Espanha | A       | Pablo Durán                                           |
| 10  | Espanha | M       | Raúl Blanco (capitão)                                 |
| 11  | Espanha | A       | Alfon González                                        |
| 12  | Espanha | M       | Manu Fernández                                        |

| N.º |         | Posição | Jogador                                  |
| --- | ------- | ------- | ---------------------------------------- |
| 13  | Espanha | G       | Ruly García                              |
| 14  | Espanha | M       | Miguel Román                             |
| 15  | Espanha | M       | Fer López                                |
| 16  | Espanha | A       | Dani González (emprestado pelo Albacete) |
| 17  | Espanha | D       | Javi Rueda                               |
| 18  | Espanha | D       | Joel López                               |
| 19  | Espanha | A       | Manu Garrido                             |
| 20  | Espanha | D       | Javi Rodríguez                           |
| 21  | Espanha | M       | Víctor San Bartolomé                     |
| 22  | Espanha | M       | Hugo Sotelo                              |
| 23  | Espanha | M       | Hugo Álvarez                             |
| 24  | Espanha | G       | César Fernández                          |

## Títulos
- Tercera División: 1957–58, 1999–2000, 2000–01
- Copa da Federação Espanhola: 2001–02